# Orofino
Orofino – miasto w Stanach Zjednoczonych, w stanie Idaho, siedziba administracyjna hrabstwa Clearwater.